# لورو مایر

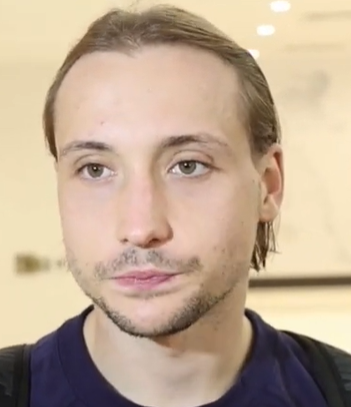
لورو مایر

لورو مایر (انگلیسی: Lovro Majer؛ زادهٔ ۱۷ ژانویهٔ ۱۹۹۸) بازیکن فوتبال اهل کرواسی است که برای باشگاه وولفسبورگ بازی می‌کند.
وی همچنین در تیم‌های ملی فوتبال زیر ۲۱ سال کرواسی، و کرواسی بازی کرده‌است.